# Humrovití
Humrovití (Nephropidae, někdy Homaridae) je čeleď poměrně velkých mořských korýšů. Dosahují velikosti řádově okolo 20 cm. Mohou být významnou složkou lidské potravy, jejich maso se upravuje vařením ve vodě nebo v páře. V přírodě se vyskytují v pobřežních oblastech, kde obecně žijí samotářským životem ve skrýších pod kameny. Živí se lovem drobné kořisti. Jsou rozšířeni po celém světě. Někteří se dožívají až 100 let.

## Humr jako potrava
Dnes se humr těší pověsti vynikající pochoutky, zvláště v zemích, kterým bylo odepřeno moře. Ne vždy tomu tak bylo. Jedna kniha Starého zákona totiž říká: „Z veškeré vodní havěti v mořích a potocích, ze všech živočichů, kteří jsou ve vodách, bude pro vás hodné opovržení všechno, co nemá ploutve ani šupiny.“ Humr měl pověst mimořádně nechutného „mořského hmyzu“. Až do 19. století byl humr pokládán za jídlo nižších vrstev.

## Zástupci
- humr americký Homarus americanus
- humr evropský Homarus gammarus